# Sadun Szakir
Sadun Szakir at-Tikriti (ur. 1939 w Tikricie, zm. 14 sierpnia 2015 w Bagdadzie) – iracki polityk.

## Życiorys
Był kuzynem i wieloletnim współpracownikiem Saddama Husajna, którego wspierał, gdy ten budował swoją pozycję w irackiej partii Baas.
Po nieudanej próbie zamachu stanu zorganizowanej w 1973 przez Nazima Kazzara dzięki protekcji Saddama Husajna powierzono mu reorganizację irackich służb specjalnych, czym zajmował się razem z Barzanem at-Tikritim. Stanął wówczas na czele Narodowego Biura Bezpieczeństwa. Następnie w 1980 został również ministrem spraw wewnętrznych, a od 1982 zasiadał w Radzie Dowództwa Rewolucji. Z ministerstwa spraw wewnętrznych odszedł w 1987, zaś w 1991 przestał być również członkiem Rady i kierownikiem Narodowego Biura Bezpieczeństwa.
Po upadku rządów Saddama Husajna wskutek amerykańskiej interwencji w Iraku został w 2010 skazany na śmierć za udział w represjach wobec partii religijnych. W roku następnym został skazany na śmierć po raz drugi za wydanie rozkazu zamordowania 8 tys. Kurdów z klanu Barzani podczas wymierzonej w Kurdów operacji Al-Anfal. W osobnych procesach został skazany na 15, 10 i 7 lat więzienia za zbrodnie przeciwko ludzkości, tortury i dopuszczanie się bezprawnych uwięzień.